# Pedro Montañana

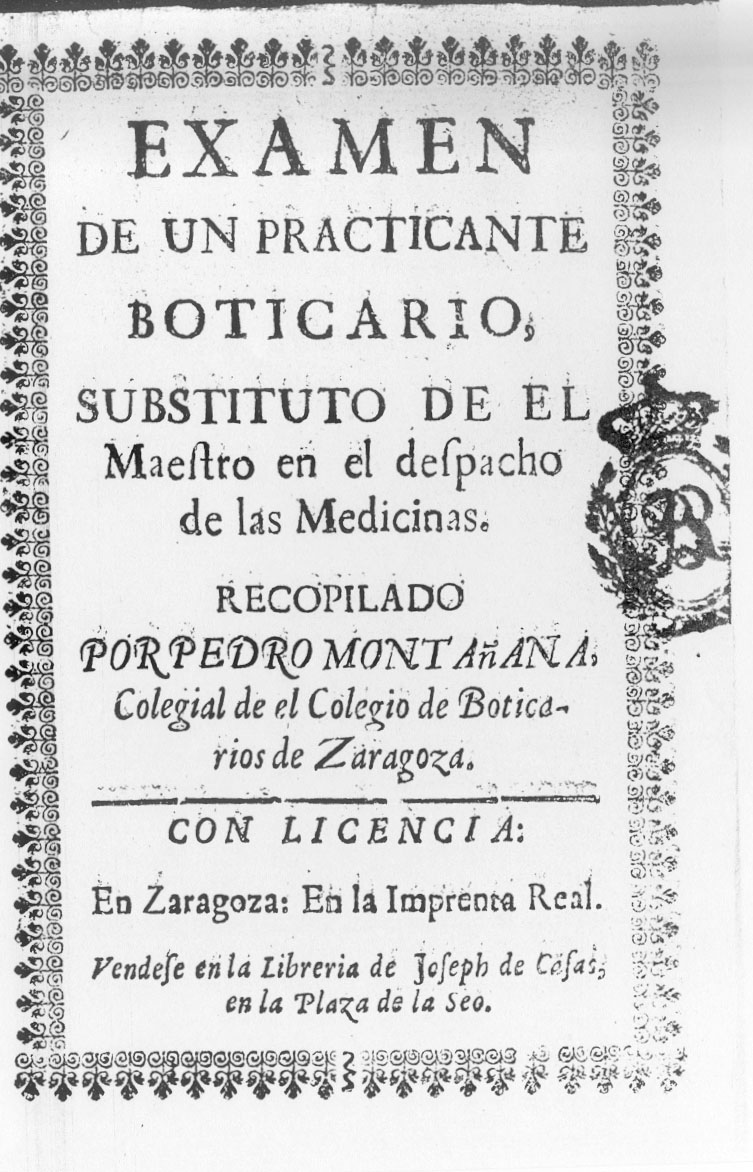
Primera página del Examen de Montañana.

Pedro Montañana fue un farmacéutico aragonés asentado en Zaragoza, Visitador de Boticas del Reino de Aragón, miembro del colegio de boticarios de Zaragoza del siglo XVIII y autor del Examen de un practicante boticario, sustituto del maestro. Esta es una sencilla cartilla farmacéutica de formación de boticarios de la cual se conocen dos ediciones, una de 1728 y otra de 1794.